# Schaloputen
Die Schaloputen (russisch Шалопуты) waren eine christliche Bewegung in Russland im späten 19. und frühen 20. Jahrhundert.
Sie selbst bezeichneten sich als geistliche Christen oder Brüder des geistlichen Lebens. Die Bezeichnung Schaloputen geht auf schalnyj putj (шальный путь, „verrückter Weg“) zurück, eine dysphemistische Fremdbezeichnung.

## Geschichte
Die Gemeinschaft wurde um 1875 erstmals erwähnt. Sie existierte anfangs im Gouvernement Tambow. Führer war der Bauer Porphyrios Kasatonow, der sich als lebender Gott bezeichnete. Nach dessen Tod 1886 wurde R. I. Lichatschow neuer Führer, auch er bezeichnete sich als lebenden Gott.
Die Gemeinschaft breitete sich besonders im südlichen und östlichen Russischen Reich aus.
Einflüsse des Tolstojanertums und anderer Richtungen wurden später sichtbar.
Seit den 1920er Jahren gibt es kaum noch Nachrichten über die Gemeinschaft.

## Vorstellungen
Die Brüder vom geistlichen Leben gingen davon aus, dass das Göttliche sich in allen Lebewesen einwohnen kann. In einigen Menschen ist es in besonderer Weise lebendig.
Sie lehnten orthodoxe dogmatische Vorstellungen von der Dreieinigkeit Gottes in drei Personen (Hypostasen) ab, ebenso Vorstellungen vom Jüngsten Gericht, Himmel und Hölle, der leiblichen Auferstehung und der Wiederkunft Christi.
Der erste Mensch, in dem das Göttliche einwohnte, war Mose, ein weiterer Jesus von Nazareth. Dieser war ein Mensch und erlangte die Göttlichkeit nach dem 40-tägigen Fasten in der Wüste. Nach seinem Tod ging seine Göttlichkeit auf seine Jünger über und von diesen auf deren Nachfolger.

## Praxis
Die Brüder vom geistlichen Leben bemühten sich um asketische Lebensformen. Sie verzichteten auf fleischliche Nahrung, Alkoholgenuss, sie lebten sexuell enthaltsam und lehnten die Ehe ab. Sie achteten auf die Worte, die nicht schändlich sein sollten.
Auch die Taufe galt ihnen nichts, da sie nur den Körper reinige, nicht jedoch die Seele.
Wichtig war ihnen ein Leben in Liebe und geistlicher Verbundenheit der Gläubigen.
Eine große Autorität hatte der geistliche Führer und einige Ältere.
Die Bewegung bemühte sich um ein gemeinschaftliches Leben mit gemeinsamem Besitz an Wohnbauten und Produktionsmitteln. Körperliche Arbeit auf dem Feld und anderswo war ihnen heilige Tätigkeiten.